# Еліда (Огайо)
Еліда (англ. Elida) — селище (англ. village) в США, в окрузі Аллен штату Огайо. Населення — 1923 особи (2020).

## Географія
Еліда розташована за координатами 40°47′16″ пн. ш. 84°11′59″ зх. д. / 40.78778° пн. ш. 84.19972° зх. д. (40.787684, -84.199803).  За даними Бюро перепису населення США в 2010 році селище мало площу 3,16 км², з яких 3,16 км² — суходіл та 0,00 км² — водойми. В 2017 році площа становила 2,85 км², з яких 2,85 км² — суходіл та 0,00 км² — водойми.

## Демографія
Згідно з переписом 2010 року, у селищі мешкало 1905 осіб у 708 домогосподарствах у складі 559 родин. Густота населення становила 603 особи/км².  Було 741 помешкання (234/км²).
Расовий склад населення:
| - 94,3 % — білих - 2,6 % — чорних або афроамериканців - 0,8 % — азіатів - 0,1 % — корінних американців |

До двох чи більше рас належало 1,6 %. Частка іспаномовних становила 1,6 % від усіх жителів.
За віковим діапазоном населення розподілялося таким чином: 26,4 % — особи молодші 18 років, 61,5 % — особи у віці 18—64 років, 12,1 % — особи у віці 65 років та старші. Медіана віку мешканця становила 40,2 року. На 100 осіб жіночої статі у селищі припадало 95,0 чоловіків;  на 100 жінок у віці від 18 років та старших — 91,5 чоловіків також старших 18 років.
Середній дохід на одне домашнє господарство  становив 78 604 долари США (медіана — 69 674), а середній дохід на одну сім'ю — 85 437 доларів (медіана — 75 341). Медіана доходів становила 51 701 долар для чоловіків та 35 486 доларів для жінок. За межею бідності перебувало 1,9 % осіб, у тому числі 0,8 % дітей у віці до 18 років та 5,7 % осіб у віці 65 років та старших.
Цивільне працевлаштоване населення становило 1070 осіб. Основні галузі зайнятості: освіта, охорона здоров'я та соціальна допомога — 25,1 %, виробництво — 18,5 %, роздрібна торгівля — 13,1 %, мистецтво, розваги та відпочинок — 10,5 %.